# بولتون (کالیفرنیا)
بولتون (به انگلیسی: Buellton) شهری در شهرستان سانتا باربارا، کالیفرنیا ایالت کالیفرنیا است که در سرشماری سال ۲۰۱۰ میلادی، ۴۸۲۸ نفر جمعیت داشته است.